# Анитта (певица)
Ларисса ди Маседу Мачаду (порт. Larissa de Macedo Machado; род. 30 марта 1993, Рио-де-Жанейро, Бразилия), более известная как Анитта (порт. Anitta), — бразильская певица, автор песен, актриса, танцовщица и предприниматель. На международном уровне её продюсером выступает Джон Шахиди, основатель студии Shots Studios.
Она начала петь в возрасте 8 лет в хоре католической церкви в Онорио Гургеле, районе Рио-де-Жанейро. В возрасте 16 лет она закончила техническую школу и начала работать в компании «Vale». В 2010 году, после размещения её видео на YouTube, Ренато Азеведо, тогдашний продюсер независимой звукозаписывающей компании Furacão 2000, позвонил ей с предложением подписать контракт с лейблом. Благодаря успеху песни «Meiga e Abusada» в 2012 году Анитта в следующем году подписала контракт с Warner Music Brasil.
К Анитте пришла слава на национальном уровне в 2013 году после выпуска сингла «Show das Poderosas», который достиг вершины чарта Brasil Hot 100 Airplay. Видеоклип на эту композицию был просмотрен более 130 миллионов раз на YouTube. В июле того же года, она выпустила свой дебютный студийный альбом, который получил тройной золотой, а также платиновый сертификат от Бразильской ассоциации музыкальных продюсеров (ABPD). Альбом достиг отметки в 170 000 проданных копий, также выпущенных в Португалии. «Ritmo Perfeito» (2014), её второй студийный альбом, разошёлся тиражом 45 000 копий через месяц после выхода. В тот же день она выпустила свой первый концертный альбом «Meu Lugar». В ноябре 2014 года она выступила на церемонии вручения премии Латинская Грэмми, став самой молодой бразильской певицей, которая когда-либо выступала на этом мероприятии. В 2015 году она выпустила свой третий студийный альбом «Bang», который стал платиновым, а также синглы «Deixa Ele Sofrer», «Bang», «Essa Mina é Louca» и «Cravo e Canela».
В 2013 году Анитта была певицей, больше всех остававшейся на вершине iTunes Brazil и была выбрана там же Артистом года. Она также была признана Associação Paulista de Críticos de Arte (APCA) откровением года в музыке в 2013 году. Анитта является пятикратным победителем в номинации Лучший бразильский артист премии MTV Europe Music Awards и стала первым бразильским артистом, выигравшим в номинации Лучший латиноамериканский артист той же премии.
В 2017 году Анитта была включена журналом Billboard в список 15 самых влиятельных артистов мира в социальных сетях, опередив в нём Леди Гагу, Шакиру и Рианну.

## Ранняя биография
Ларисса ди Маседу Машаду родилась 30 марта 1993 года в Рио-де-Жанейро. Она — младшая дочь Мириам Маседу и Мауро Машаду; её брат Ренан Машаду является её художественным руководителем. Мать Анитты в одиночку растила детей. Её отец имеет африканское происхождение, а мать — португальские корни.
Она начала петь в возрасте восьми лет в хоре церкви Санта-Лузия в Рио-де-Жанейро с подачи её бабушки и дедушки по материнской линии. В 11 лет с получением пособия Анитта решила брать уроки английского языка. Позже она посещала уроки танцев, которые давал преподаватель её матери. В 16 лет она окончила курс администрирования в технической школе в Рио-де-Жанейро. Спустя год она решила заняться артистической карьерой.
Сценический псевдоним «Анитта» взяла по имени героини мини-сериала Globo TV «Присутствие Аниты». Она считала этого персонажа «удивительным», потому что эта героиня «может быть сексуальной, не выглядя вульгарно, девочкой и женщиной в одно и то же время».

## Карьера

### Дебютный альбом и первый успех

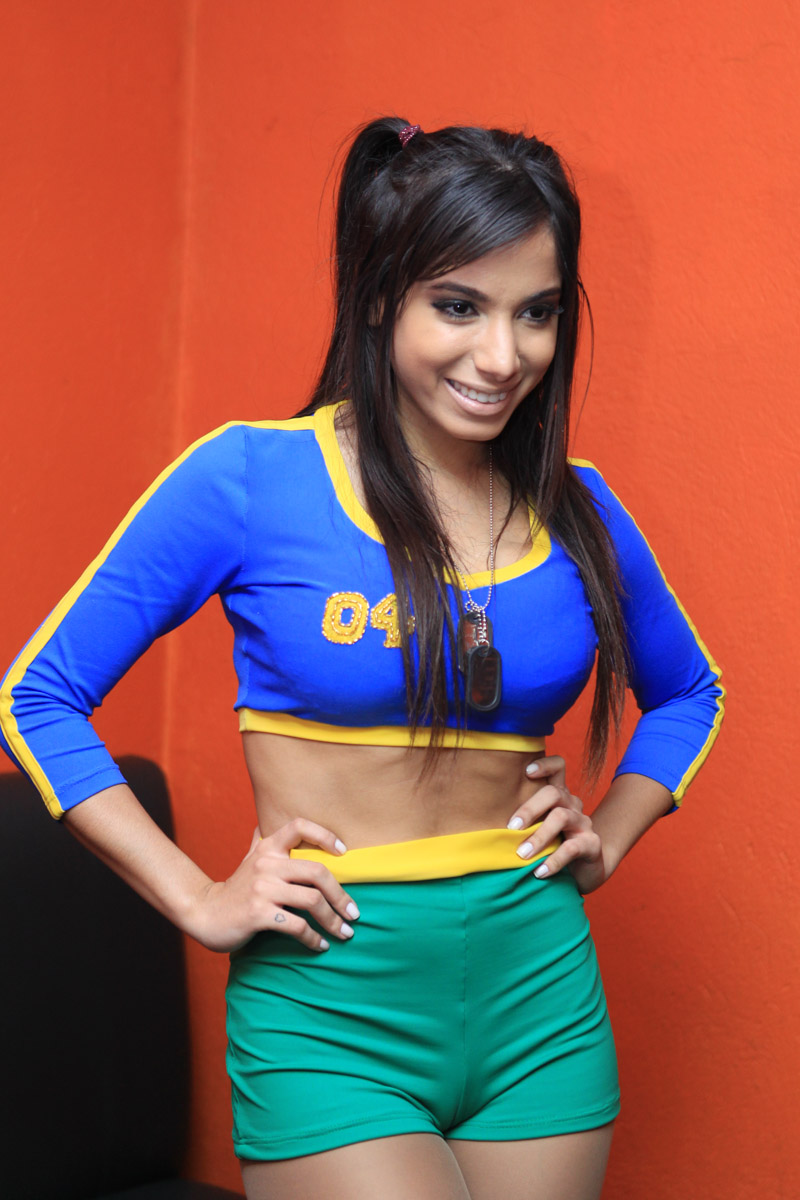
MC Anitta в июне 2013 года

В 2010 году Анитта была приглашена продюсером в стиле фанк кариока Ренату Азеведу (известным как Батутинья) для проб после того, как он увидел одно из её видео с пением. После успешного прослушивания она подписала контракт с независимым звукозаписывающим лейблом Furacão 2000. В том же году в ротации радиостанций Рио-де-Жанейро попал её первый сингл «Eu Vou Ficar», который был включен в DVD «Armagedom», выпущенный Furacão 2000. По совету продюсера она решила добавить ещё одну букву «т» в свой сценический псевдоним. Спустя год её песня «Fica Só Olhando» появилась на DVD «Armagedon II».
16 мая 2012 года Анитта впервые появилась на телевидении, в программе «Cante se Puder» канала SBT, где исполнила «Exttravasa», песню Клаудии Лейтте, внутри пивной чашки. В июне 2012 года менеджер Камилла Фиалью после просмотра выступления Анитты предложила ей стать её менеджером, заплатив штраф в размере 256 000 реалов, необходимых для расторжения контракта певицы с Furacão 2000. Позднее Анитта заключила соглашение с компанией Камиллы Фиалью K2L.
В начале 2013 года она создала хореографию «квадрадиньо», которая была очень успешной среди фанк-групп. В январе того же года, благодаря успеху песни «Meiga e Abusada» в Рио-де-Жанейро, Анитта подписала контракт на запись с Warner Music Group. «Meiga e Abusada» стала одной из самых востребованных песен на бразильских радиостанциях в начале 2013 года. Клип на песню был записан в Лас-Вегасе и снят американским режиссёром Блейком Фарбером, работавшим ранее с Бейонсе. Дебютный альбом певицы «Anitta» был выпущен в июне 2013 года.
Клип на песню «Show das Poderosas» получил значительное внимание СМИ в мае 2013 года, став самым просматриваемым музыкальным видео на YouTube в Бразилии, превысив отметку в 130 миллионов просмотров. Росту интереса к артистке также помогало и то, что песня неделями оставалась в топе самых продаваемых в iTunes Brazil, которая также стала третьей по популярности песней на радио в стране в 2013 году. Песня также попадала в первую десятку музыкальных чартов в Испании, Португалии и Аргентине. В то время гонорар певицы за одно выступление оценивалось в 150 000 реалов, являясь одним из самых высоких в Бразилии.

### Альбомы «Meu Lugar» и «Ritmo Perfeito»

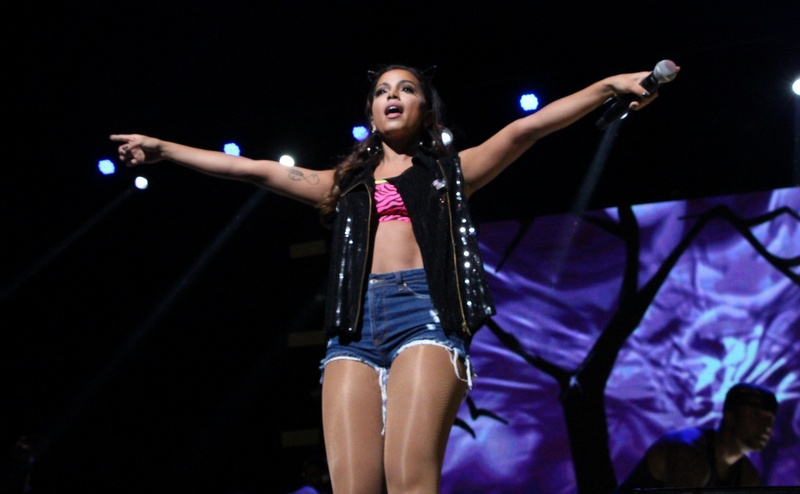
Концерт Анитты в феврале 2015 года

Продажа билетов на запись её первого концертного альбома началась в ноябре 2013 года. Выступление состоялось в Рио-де-Жанейро на арене HSBC 15 февраля 2014 года, собравшее около 10 000 зрителей. Альбом первоначально назывался «Fantástico Mundo de Anitta», но с выходом на iTunes песни «Quem Sabe» был переименован в «Meu Lugar». Песня с альбома «Blá Blá Blá» вышла в качестве отдельного сингла 23 марта 2014 года. «Meu Lugar» стал успешным, достигнув второго места в бразильском чарте Hot 100 Airplay. Альбом был выпущен 4 июня 2014, всего через день после релиза её второго студийного альбома «Ritmo Perfeito».
Вторым синглом, выпущенным с альбома, стала совместная с рэпером Projota песня «Cobertor», достигшая 43-го места в бразильских чартах. Релиз следующего сингла «Na Batida» состоялся в июле 2014 года. Видеоклип на него собрал миллион просмотров на YouTube всего за первые 24 часа после выхода. Сингл также был успешным в чартах, высшей позицией которого стало четвёртое месте в чарте Hot 100 Airplay. Другими синглами, выпущенными с альбома, стали «Ritmo Perfeito» и «No Meu Talento» (с участием MC Guimê). В апреле 2014 года она дебютировала в кино, исполнив роль Элены Боккато в комедии «Элитный кубок». В августе того же года она основала собственную продюсерскую компанию «Rodamoinho Produções Artísticas». В декабре Анитта снялась в роли богини Солярис в телевизионном фильме «Диди и секрет Ангелов».

### Альбом «Bang» и коллаборации

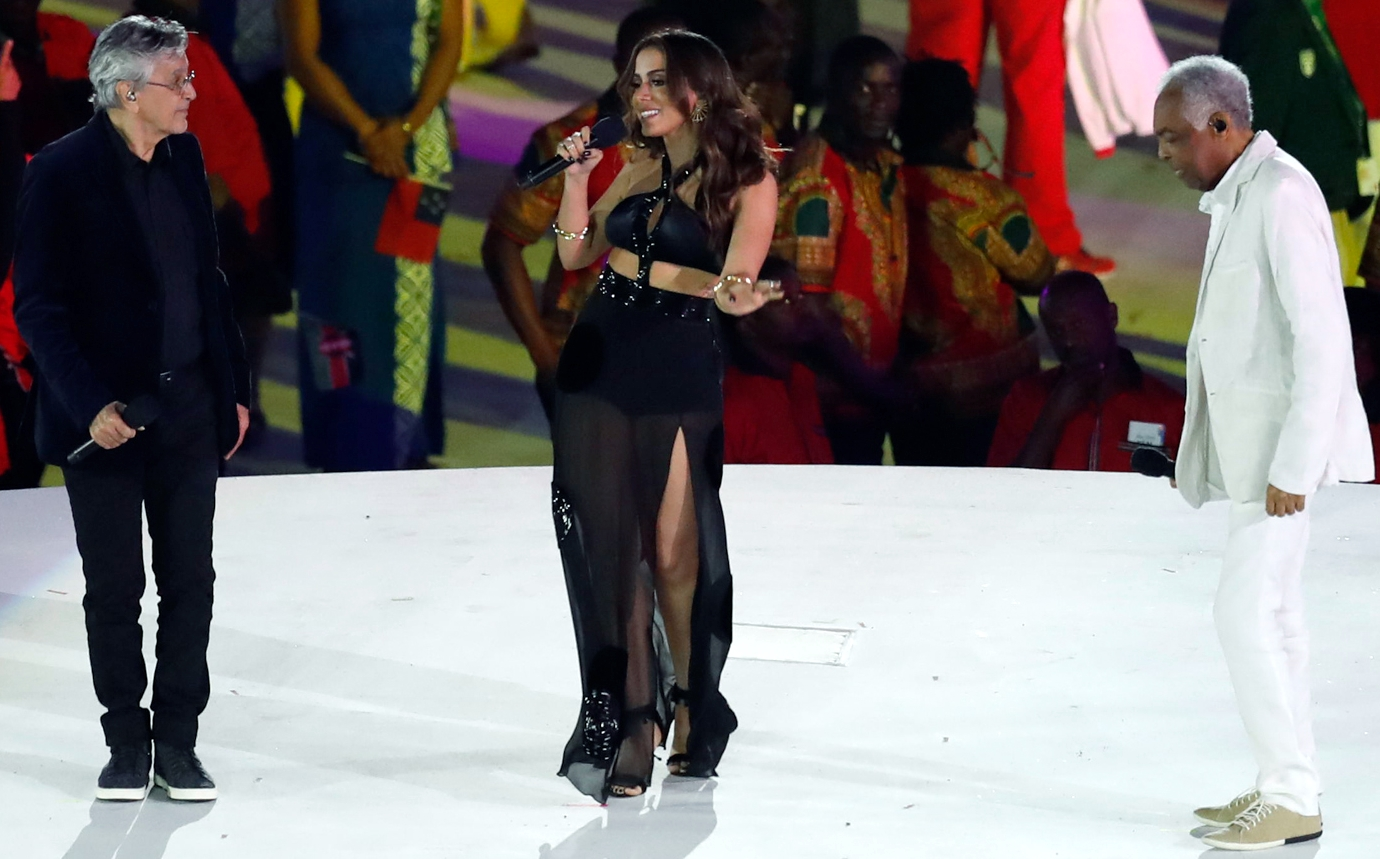
Анитта (в центре) вместе с Каэтану Велозу (слева) и Жилберту Жилом (справа) выступают на церемонии открытия летних Олимпийских игр 2016

Её третий студийный альбом «Bang» был выпущен в октябре 2015 года. «Billboard Brasil» охарактеризовал его как одного из самых ожидаемых альбомов года. Автором дизайна обложки альбома стал Джованни Бьянко, работавший также для американской певицы Мадонны. «Bang» дебютировал на третьей позиции в бразильском альбомном чарте с 40 000 копий, проданных в первую неделю. По состоянию на май 2016 года альбом был продан тиражом в 300 000 копий, превысив продажи дебютного альбома Анитты, который был продан тиражом в 170 000 копий. Он также был сертифицирован платиновым «Ассоциацией бразильских производителей дисков» (ABPD). Первым синглом, выпущенным с этого альбома, стала песня «Deixa Ele Sofrer». Его релиз состоялся 16 июля 2015 года, и он достиг вершины чарта iTunes Brazil. «Deixa Ele Sofrer» также сделала Анитту первым бразильским артистом, занявшим вершину Spotify Brazil.
Следующий её сингл «Bang» также был успешным, оставаясь на первом месте в iTunes и Spotify в течение нескольких дней, а его клип стал международным вирусным видео и собрал более 320 миллионов просмотров на YouTube. Другие синглами, выпущенными с альбома «Bang», стали «Essa Mina É Louca» и «Cravo e Canela». В октябре 2015 года Анитта победила в номинации Лучший латиноамериканский артист премии MTV Europe Music Awards, став первым бразильским исполнителем, удостоенным этой награды. В ноябре того же года вышла песня «Blecaute», в сотрудничестве Анитты с Jota Quest и Найл Роджерс.
В 2016 году Анитта дебютировала в качестве телеведущей в третьем сезоне программы телеканала Multishow «Música Boa Ao Vivo». Певица также появилась в ремиксе песни Джея Бальвина «Ginza». В августе 2016 года Анитта выпустила сингл под названием «Sim ou Não» с участием колумбийского исполнителя Малумы, а также выступила на церемонии открытия летних Олимпийских игр 2016 года вместе с певцами Каэтану Велозу и Жилберту Жилом после парада делегаций. В следующем месяце она подписала контракт с агентством талантов William Morris Endeavor. В ноябре 2016 года Анитта победила в номинации Лучший бразильский артист на премии MTV Europe Music Awards.

### Проект «Checkmate» и международный успех
В январе 2017 года Анитта появилась в синглах «Loka» женского дуэта Simone & Simaria и «Você Partiu Meu Coração» Nego do Borel (с участием Веслея Сафадана) Сафадао. В мае 2017 года она участвовала в записи песни «Switch» австралийской рэп-исполнительницы Игги Азалии, ставшей первым синглом Анитты на английском языке. В том же месяце она выпустила сингл на португальском и испанском языках под названием «Paradinha». В июне того же года американская группа «Major Lazer» выпустила песню «Sua Cara» в сотрудничестве с ней и дрэг-квином Паблло Виттаром. Песня является частью четвёртого мини-альбома группы «Know No Better». В течение нескольких часов аудиозапись собрала более 5 миллионов просмотров на YouTube. После своего выхода песня стала международным хитом, появившись в сотне самых популярных в Global Spotify, и провел более пяти недель в чарте Billboard Dance/Electronic Songs. Клип также стал успешным, будучи просмотренным более 17 миллионов раз за первый день после выхода.
3 сентября Анитта выпустила свой первый англоязычный сингл «Will I See You», в сотрудничестве с продюсером и автором песен Пу Беаром. Это была первая песня проекта певицы под названием «CheckMate», в рамках которого она выпускала новую песню раз в месяц. 13 октября в сотрудничестве со шведским диджеем Алессо Анитта выпустила вторую песню «CheckMate» под названием «Is That For Me». Следующим в рамках этого проекта стал трек «Downtown» в сотрудничестве с Джеем Бальвином (во второй раз), вышедший 19 ноября. Композиция пользовалась международным успехом, войдя в «Top 50 Global», список 50 самых исполняемых песен в мире, что сделало Анитту первой бразильянкой, появившейся в этом рейтинге. 18 декабря 2017 года Анитта выпустила новый сингл «Vai Malandra» с участием MC Zaac, Maejor, Tropkillaz и DJ Yuri Martins; это была четвёртая и последняя песня из проекта «CheckMate».
В январе 2018 года была выпущена ещё одна композиция в сотрудничестве с Джеем Бальвином «Machika». Спустя два месяца состоялся релиз ещё одного сингла Анитты на испанском языке «Indecente». В апреле она дебютировала в своём новом телешоу на Multishow под названием «Anitta Entrou no Grupo». В июне певица выступала на фестивале «Rock in Rio» в Лиссабоне при аншлаге в 80 000 зрителей и была отмечена британским журналом «New Musical Express». Анитта также давала концерты в Париже и Лондоне в рамках тура «Made in Brazil». В том же месяце она выпустила сингл под названием «Medicina». В сентябре она была представлена на сингле продюсерского дуэта «Seakret» «Perdendo A Mão» с участием Жожо Маронтинни. Позже в том же месяце она дебютировала в качестве одного из наставников в шоу «La Voz... México». В следующем месяце Анитта появилась в сингле колумбийской певицы Гриси Рендон «Jacuzzi». В ноябре исполнительница выпустила многоязычный мини-альбом (EP) под названием «Solo» и стала героиней документального мини-сериала «Vai Anitta», транслировавшегося на Netflix.В январе 2019 года она выпустила сингл в сотрудничестве с бразильским певцом Кевиньо под названием «Terremoto», клип которого основан на композиции «I’m Still in Love with You» Шона Пола.

## Личная жизнь
Анитта встречалась с Mr. Thug, одним из участников бразильской хип-хоп-группы «Bonde da Stronda» с начала 2011 по конец 2012 года. У певицы также были отношения с актёром и моделью Пабло Мораисом. 17 ноября 2017 года Анитта вышла замуж за бизнесмена Тьяго Магальяйнса, с которым она поддерживала отношения с мая того же года. Пара официально оформила союз при полном разделении доходов и имущества. Они объявили о своем расставании в сентябре 2018 года. В том же месяце Анитта намекнула в своем профиле в Твиттере, что она бисексуальна, заявив, что она «является частью ЛГБТ-сообщества». В январе 2019 года, после просмотра документального фильма 2014 года «Скотозаговор», она стала веганом.
В интервью журналу «Trip» в 2017 году Анитта заявила, что занимается психотерапией и что, если бы она не продолжала свою карьеру артиста, она «была бы счастливым психологом».

## Филантропия
В 2014 году она сделала пожертвования в приют, который принял у себя бездомных, пострадавших от грозового шторма, поразившего город Вила-Велья, а также выступила в государственной школе для людей с синдромом Дауна в Куритибе.
В 2016 году Анитта сделала пожертвования в пользу жителей фавелы Сидаде-де-Деуш, расположенной в её родном Рио-де-Жанейро.

## Дискография
- Anitta (2013)
- Ritmo Perfeito (2014)
- Bang (2015)
- Kisses (2019)
- Versions of me' (2022)

## Туры
- Show das Poderosas Tour (2013-14)
- Meu Lugar Tour (2014-16)
- Bang Tour (2016-)
- Downtown Tour (2018)